# Anke de Mondt
Anke de Mondt (ur. 13 września 1979 w Antwerpii) – belgijska koszykarka grająca na pozycji obrońcy, reprezentantka Belgii. 
Od 1 maja 2011 podpisała zawodniczka polskiego klubu Ford Germaz Ekstraklasy – TS Wisła Can-Pack Kraków, z którym w sezonie 2011/2012 zdobyła Mistrzostwo Polski.

## Osiągnięcia

### Drużynowe
- Mistrzyni:
  - Euroligi (2011)
  - Hiszpanii (2011)
  - Polski (2012)
- Wicemistrzyni:
  - Euroligi (2009)
  - Hiszpanii (2008–2010)
  - Polski (2013)
  - Belgii (2000)
- 3. miejsce podczas mistrzostw Hiszpanii (2007)
- Zdobywczyni Pucharu Polski (2012)
- Finalistka pucharu:
  - Hiszpanii (2011)
  - Polski (2013)
  - Francji (2003)
- Uczestniczka międzynarodowych rozgrywek Euroligi (2007–2014)

### Indywidualne
- Uczestniczka meczu gwiazd Euroligi (2009)

### Reprezentacja
Seniorska
- Uczestniczka:
  - mistrzostw Europy (2003 – 6. miejsce, 2007 – 7. miejsce)
  - kwalifikacji do Eurobasketu (2001, 2003, 2005, 2007, 2009)

Młodzieżowe
- Brązowa medalistka mistrzostw Europy kadetek (1995)
- Uczestniczka eliminacji do mistrzostw Europy juniorek (1996)